# Черното тефтерче
„Черното тефтерче“ (на английски: Little Black Book) е американска романтична драма от 2004 година на режисьора Ник Хюрън, по сценарий на Мелиса Картър и Елиса Бел, с участието на Британи Мърфи и Рон Ливингстън в главните роли, а второстепенните роли участват Холи Хънтър, Джулиан Никълсън, Джоузи Маран, Рашида Джоунс, Кати Бейтс и др. Карли Саймън прави малка роля в края на филма. Филмът излиза на екран от 6 август 2004 г.

## Дублажи

### Диема Вижън
Първи дублаж (2009 г.)
| Преводач            | Ирина Ценкова                                                                     |
| Тонрежисьор         | Стефан Дучев                                                                      |
| Режисьор на дублажа | Димитър Кръстев                                                                   |
| Озвучаващи артисти  | Силвия Русинова Ани Василева Даниела Йорданова Николай Николов Светозар Кокаланов |

Втори дублаж (2017 г.)
| Преводач            | Йорданка Василева                                                                           |
| Тонрежисьор         | Цветомир Цветков                                                                            |
| Режисьор на дублажа | Димитър Кръстев                                                                             |
| Озвучаващи артисти  | Петя Абаджиева Йорданка Илова Таня Димитрова Силви Стоицов Ивайло Велчев Светозар Кокаланов |